# マイサーン県
マイサーン県（マイサーンけん、アラビア語: محافظة ميسان、Muḥāfaẓat Maysān）は、イラクの県。県都はアマーラ。

## 地理
東・北にイラン（イーラーム州、フーゼスターン州）との国境を持つ。
隣接する県は3つあり、北西にワーシト県、南東にバスラ県、南西にジーカール県がある。

## 歴史
1980年から1988年にかけてのイラン・イラク戦争では主戦場となり、多大の損害を被った。2003年のイラク戦争後は、イギリス軍が駐屯している。

## 住民
住民はシーア派が多数を占める。